# 迈克尔·巴兰特斯
迈克尔·巴兰特斯（西班牙語：Michael Barrantes，1983年10月4日—），哥斯达黎加男子足球运动员，司职中场。他曾代表哥斯达黎加国家队参加2014年国际足联世界杯，结果队伍止步八强赛。